# 한국외식업중앙회
한국외식업중앙회는 1955년에 설립된 식품의약품안전처 산하의 대한민국의 단체이자 사단법인이다. 소재지는 서울특별시 중구 동호로 12길 87에 위치하고 있다.

## 개요
국민영양과 보건향상 및 식품위생수준 향상에 기여하고 회원간의 화합과 복리 및 권익 증진을 통한 식문화 향상 도모하기 위해 목적이다.

## 역사
- 1955년 3월 30일 전국요식업조합연합회 창립
- 1961년 6월 28일 사단법인 대한위생협회 발족
- 1965년 10월 22일 사단법인 대한요식업중앙회 창립
- 1993년 12월 2일 사단법인 한국음식업중앙회 명칭 변경
- 2011년 10월 14일 사단법인 한국외식업중앙회 명칭 변경

## 주요 사업
- 회원권익 보호를 위한 제도
- 효율적 조직운영
- 단체 위상강화
- 선진외식 문화 선도

## 조직
- 회장
  - 이사회
- 상임부회장
- 사무총장
  - 총무국
    - 총무부
    - 인사노무관리부
    - 전산부

  - 정책경영국
    - 경영지원부
    - 정책개발부

  - 기획홍보국
    - 미디어홍보부

  - 감사국
    - 감사부

  - 외식공제국
    - 외식공제부

  - 중앙교육원장
    - 부원장
    - 관리부
    - 교육부

  - 한국외식산업연구원장
    - 부원장
    - 연구실

- 중앙회
  - 서울시협의회
  - 직할지회 (서울 25개)
  - 시도지회 (지방 15개)
  - 지부 (224개)
  - 교육원 (16개)

## 교통편
- ● 수도권 전철 3호선 약수역
- ● 수도권 전철 5호선 청구역
- ● 서울 지하철 6호선 약수역
- ● 서울 지하철 6호선 청구역

## 같이 보기
- 외식 산업
- 식품위생법